# سولونتوم
سولونتوم (Σολόεις) شهری باستانی در سیسیل و یکی از سه کوچ‌نشین فنیقی در جزیره سیسیل بود. این شهر در ساحل شمالی و در حدود ۱۶ کیلومتری شرق پانورموس (پالرموی امروزی) واقع شده‌بود.